# Сариколски хребет
Сариколският хребет (на таджикски: Раште Кух Сарикол; на руски: Сарыкольский хребет) е най-източният и най-дългият планински хребет в Памир, разположен по границата между Таджикистан на запад и Китай на изток. Простира се на протежение около 350 km от прохода Уч Бел (4226 m) на север, където се свързва със Заалайския хребет до прохода Беик (4742 m), където се свързва с хребета Музтаг (крайната североизточна част на планината Хиндукуш). В северната и южната си част има меридионално направление, а в средна се простира по паралела, като загражда от север котловината на езерата Шоркул и Рангкул. На запад чрез прохода Акбайтал (4655 m) се свързва с хребета Музкол, а на изток чрез прохода Улуграбатдаван (4098 m) – с планинския масив Музтагата (7546 m), разположен в Западен Китай. Западно от него, покрай десния бряг на река Оксу (горното течение на Бартанг) се отделя Пшартския хребет. Максимална височина връх Лиавирдир Таг (6361 m), (37°33′49″ с. ш. 75°09′42″ и. д. / 37.563611° с. ш. 75.161667° и. д.), разположен в крайната му югоизточна част, на китайска територия. Изграден е основно от кристалинни шисти и гранитоиди. В северната му част има значителни ледници, като на територията на Таджикистан площта им е 143,8 km². Сариколският хребет се явява вододел между водосборните басейни на река Амударя и езерото Каракул на запад и река Тарим на изток. Долните части на склоновете му са покрити с рядка растителност (предимно бодливи храсти), а нагоре следва студена високопланинска пустиня. На множество места хребета се пресича от проходи, разположени по границата между двете държави, но които рядко се използват. От север на юг: Уч Бел (4226 m), Кар Арт, Уз Бел (4651 m), Чугулдай (4456 m), Гуджук, Мускурук, Кулма (4226 m), Тузакчи (4880 m), Беик (4742 m). Сариколският хребет е открит през 1883 г. от руския геолог Дмитрий Лвович Иванов. През 1884 г. видният руски географ и геолог Григорий Грум-Гржимайло извършва мащабни географски и геоложки изследвания и извършва подробна топографска снимка на северната му част, а през 1887 г. – на южната му част.

## Топографска карта
- J-43-А М 1:500000[2]
- J-43-В М 1:500000[3]
- J-43-Г М 1:500000[4]